# Jean-Augustin Barral
Jean-Augustin Barral (31 de enero de 1819, Metz (Moselle - Fontenay-sous-Bois, Val-de-Marne 10 de septiembre de 1884) fue un químico, físico, agrónomo francés. Fue responsable del descubrimiento de la nicotina.

## Biografía
Alumno de la Escuela Politécnica, se convirtió en profesor de química. Fue autor de muy numerosas obras de vulgarización, en especial de agricultura, riego, y se convirtió en editor de libros científicos..
Fue redactor de La Démocratie pacifique, revista de Victor Considerant, cofundador con Jacques Alexandre Bixio del Journal d’agriculture pratique, que dirigió a partir de 1837, autor de numerosos artículos científicos en la Revue des Deux Mondes, en el Dictionnaire des arts et manufactures, y en los Annales de chimie et de physique. 
Continuó su actividad periodística, desde 1865 con La Presse scientifique des deux mondes, órgano del Cercle de la Presse scientifique, y en 1866 el Journal de l'agriculture. 
Participó de la revolución francesa de 1848, a las órdenes de François Arago. Y se ve comprometido durante el levantamiento de 13 de junio de 1849 en contra de la intervención de tropas francesas en la República Romana, habiendo sido los instigadores Ledru-Rollin y tal vez Bixio Barral; siendo arrestado el 25 de junio. 
En julio de 1850, con Bixio, cerca de Coulommiers, hicieron una ascensión en globo para determinar la temperatura y la composición del aire, una hazaña que tuvo un gran impacto.
Fue nombrado secretario permanente de la Sociedad Nacional de Agricultura de Francia.

## Honores
- Sus trabajos le valieron estar nombrado en los costados de la torre Eiffel.

## Principales publicaciones
- Statique chimique des animaux, appliquée spécialement à la question de l’emploi agricole du sel, Paris, Librairie agricole de la Maison rustique, 1850, XI-532 p. Texte en ligne[2] reimpresa por BiblioBazaar, 554 pp. 2010 ISBN 1-143-58755-3
- Manuel du drainage des terres arables, 1854
- Drainage, irrigations, engrais liquides, 4 vols. 1856-1860
- Le Bon Fermier, aide-mémoire du cultivateur; ouvrage contenant le calendrier détaillé, le tableau des foires de chaque département, 1861. 2ª edición de Librairie agricole de la maison rustique, 1.448 pp.
- Le Blé et le pain, liberté de la boulangerie, 1863
- Trilogie agricole. 1° Force et faiblesse de l'agriculture française. 2° Services rendus à l'agriculture par la chimie. 3° Les engrais chimiques et le fumier de ferme, 1867
- L'Agriculture du nord de la France, 2 vols. 1867-1870
- Les Irrigations dans le département des Bouches-du-Rhône : rapport sur le concours ouvert en 1875 pour le meilleur emploi des eaux d'irrigation, 1876
- L’Agriculture, les prairies et les irrigations de la Haute-Vienne, 1884
- Les Irrigations dans le département de Vaucluse : rapport sur le concours ouvert en 1877 pour le meilleur emploi des eaux d'irrigation, 1878
- Avenir de grandes exploitations agricoles établis sur les côtes du Venezuela, 1881. Traducido Porvenir de las grandes explotaciones agrícolas establecidas en las costas de Venezuela. Cuatricentenario de Caracas. Editor Comisión de Obras Económicas, 151 pp. 1966
- La Lutte contre le phylloxéra, 1883
- Notions d'agriculture et d'horticulture, 3 vols. 1883-1889
- Dictionnaire d'agriculture : encyclopédie agricole complète, 4 vols. 1886-1892
- Journal de l'agriculture, fondé le 20 juillet 1866, fusionné successivement avec le Journal de la ferme et des maisons de campagne et avec la Revue de l'horticulture